# Signed Sealed Delivered
Signed Sealed Delivered – piąty album studyjny brytyjskiego piosenkarza Craiga Davida, wydany 29 marca 2010 roku. Był to jego pierwszy i jedyny album z Universal Motown. Album składa się przeważnie z coverów. Dwa utwory z albumu zawierają sample hitów z epoki Motown oraz zostały wzbogacone o nowoczesne elementy, czego przykładem jest pierwszym singiel z albumu o nazwie „One More Lie (Standing in the Shadows)”, którego refren zawiera sample z klasycznego utworu „Standing in the Shadows of Love” z 1967 roku autorstwa The Four Tops. Drugi utwór to „All Alone Tonight (Stop, Look, Listen)”, który zawiera próbki „Stop, Look, Listen (To Your Heart)” w wersji stworzonej przez Dianę Ross i Marvina Gaye’a. Jedynym oryginalnym utworem na płycie jest „This Could Be Love”.

## Tło i kompozycja
Jest to pierwszy album Craiga Davida wydany przez jego nową wytwórnię Universal Motown, będący zbiorem coverów i utworów Motown oraz piosenek zawierających sample Motown. Jest również pierwszym albumem Davida od trzech lat, od czasu wydania Trust Me (2007).

Chciałem zrobić album, na którym ponownie nagrałem słynne piosenki (...). Nie było mocnego pomysłu na album, ale ostatecznie padło na Motown, co tak naprawdę wynikało ze śmierci Michaela Jacksona w zeszłym roku. Dostałem bilety i bardzo chciałem zobaczyć jego występ, jednak kiedy umarł, słuchałem jego płyt podobnie jak wielu ludzi. Potem spojrzałem na inną muzykę, która mnie zainspirowała, od dzieciństwa i później w życiu, zacząłem ją śpiewać i zdałem sobie sprawę, że wiele płyt to piosenki Motown.

David stworzył covery utworów między innymi Steviego Wondera, Otisa Reddinga i Marvina Gaye’a, nadając tym klasycznym piosenkom nowoczesny charakter. Signed Sealed Delivered zawiera singiel „One More Lie (Standing In The Shadows)”, piosenkę autorską The Four Tops z próbkami „Standing In The Shadows Of Love” w refrenie. Jedyną autorską piosenką Davida na płycie jest ostatni utwór pt. „This Could Be Love”.

## Wydanie, promocja i wyniki handlowe
18 września 2009 roku na oficjalnej stronie internetowej Davida opublikowano 30–sekundowe demo, będące coverem utworu „Signed, Sealed, Delivered I’m Yours” Steviego Wondera; był to pierwszy materiał pochodzący z nowego albumu. Z kolei 2 października 2009 David ujawnił za pośrednictwem Twittera i swojej strony internetowej, że podpisał nowy kontrakt płytowy z wytwórnią Universal.
Signed Sealed Delivered został wydany po raz pierwszy na świecie 10 marca 2010 roku przez wytwórnię Universal Motown. Album zadebiutował na #13 miejscu na UK Albums Chart i spędził na liście trzy tygodnie. Według stanu na styczeń 2016 roku Signed Sealed Delivered sprzedał się w Wielkiej Brytanii w liczbie 33 779 egzemplarzy. Album został również wydany w Japonii 14 kwietnia 2010 roku w edycji rozszerzonej; wydanie zawierało trzy akustyczne wersje utworów „Fill Me In”, „I Wonder Why” i „One More Lie (Standing in the Shadows)”.
Album był promowany wydaniem dwóch singli; pierwszy z nich „One More Lie (Standing in the Shadows)” ukazał się 22 marca 2010 roku, jednak nie odniósł sukcesu, debiutując dopiero na #76 miejscu na UK Singles Chart; był to najniżej notowany singiel Davida od czasu „Officially Yours” z 2008 roku, który zajął wówczas miejsce poza pierwszą setką. Ponadto w 2010 roku utwór był nominowany do nagrody Urban Music Awards w kategorii „Best Video”. Drugi singiel z albumu, „All Alone Tonight (Stop, Look, Listen)”, został wydany 31 maja 2010 roku. W tygodniach poprzedzających wydanie singla, BBC Radio 2 odtwarzało go, nazywało „nagraniem tygodnia” i dodało go do swojej „Listy A”. Pomimo promocji, utwór nie odniósł sukcesu i nie pojawił się na UK Singles Chart.
| Agregatory      | Agregatory |
| Publikacja      | Ocena      |
| --------------- | ---------- |
| AnyDecentMusic? | 2,9/10     |
| Recenzje        |            |
| Publikacja      | Ocena      |
| AllMusic Guide  | [ 1 ]      |
| The Guardian    | [ 15 ]     |
| The Independent | [ 16 ]     |
| The Next2Shine  | [ 17 ]     |
| The Observer    | [ 18 ]     |
| Sputnikmusic    | [ 19 ]     |
| State           | [ 20 ]     |
| The Times       | [ 21 ]     |
| Virgin Media    | [ 22 ]     |
| Yahoo! Music UK | [ 23 ]     |

## Odbiór
Album spotkał się w większości z negatywnymi recenzjami krytyków muzycznych. Jedna z nielicznych pozytywnych recenzji pochodziła od recenzentki The Guardian, Carolinne Sullivan, która stwierdziła, że „zamiarem Craiga Davida na tym zdominowanym przez Motown albumie z coverami było „śpiewanie piosenek dokładnie tak, jak robili to oryginalni artyści”, co robi, odtwarzając wszystkie falsety i czkawki. David jest w tym więcej niż kompetentny, czasami jest niesamowicie identyczny. Pozostaje jednak pytanie, dlaczego ta wciąż sympatyczna gwiazda soulu chciała nagrać płytę karaoke. To świetny sposób na ponowne rozpalenie kariery – musi odzyskać swoje mojo jako nieodparcie zręcznego autora piosenek R&B, jeśli planuje powrót na szczyt list przebojów”. Sputnikmusic stwierdził, że: „Decyzja o nagraniu tego LP, Craig David być może właśnie podpisał, przypieczętował i zakończył swoją karierę”.

## Lista utworów
CD (2010):
| Nr  | Tytuł utworu                             | Tekst | Długość |
| --- | ---------------------------------------- | --- | ------- |
| 1.  | „One More Lie (Standing In The Shadows)” | Craig David, Jerry Abbott, Grant Black, Shridhar Solanki, Brian Holland, Lamont Dozier, Edward Holland Jr. | 3:04    |
| 2.  | „Signed, Sealed, Delivered (I’m Yours)”  | Stevie Wonder, Lee Garrett, Syreeta Wright, Lula Mae Hardaway                                              | 3:22    |
| 3.  | „All Alone Tonight (Stop, Look, Listen)” | Craig David, Jerry Abbott, Grant Black, Thom Bell, Linda Creed                                             | 3:31    |
| 4.  | „I Heard It Through the Grapevine”       | Norman Whitfield, Barrett Strong                                                                           | 3:39    |
| 5.  | „Just My Imagination”                    | Norman Whitfield, Barrett Strong                                                                           | 4:05    |
| 6.  | „For Once in My Life”                    | Ron Miller, Orlando Murden                                                                                 | 3:36    |
| 7.  | „(Sittin’ On) The Dock of the Bay”       | Otis Redding, Steve Cropper                                                                                | 3:25    |
| 8.  | „Mercy Mercy Me”                         | Marvin Gaye                                                                                                | 3:36    |
| 9.  | „I Wonder Why”                           | Glen Ballard, Curtis Stigers                                                                               | 4:21    |
| 10. | „Papa Was a Rollin’ Stone”               | Norman Whitfield, Barrett Strong                                                                           | 3:59    |
| 11. | „Let’s Stay Together”                    | Al Green, Al Jackson Jr., Willie Mitchell                                                                  | 3:37    |
| 12. | „This Could Be Love”                     | Craig David, Jerry Abbott, Grant Black, Colin Lester                                                       | 3:25    |
|     |                                          | | 43:40   |

Japonia CD (2010):
| CD1 (bonusowe utwory) | CD1 (bonusowe utwory)                                        | CD1 (bonusowe utwory)                                                                                      | CD1 (bonusowe utwory) |
| Nr                    | Tytuł utworu                                                 | Tekst | Długość               |
| --------------------- | ------------------------------------------------------------ | --- | --------------------- |
| 1.                    | „One More Lie (Standing In The Shadows)”                     | Craig David, Jerry Abbott, Grant Black, Shridhar Solanki, Brian Holland, Lamont Dozier, Edward Holland Jr. | 3:04                  |
| 2.                    | „Signed, Sealed, Delivered (I’m Yours)”                      | Stevie Wonder, Lee Garrett, Syreeta Wright, Lula Mae Hardaway                                              | 3:22                  |
| 3.                    | „All Alone Tonight (Stop, Look, Listen)”                     | Craig David, Jerry Abbott, Grant Black, Thom Bell, Linda Creed                                             | 3:31                  |
| 4.                    | „I Heard It Through the Grapevine”                           | Norman Whitfield, Barrett Strong                                                                           | 3:39                  |
| 5.                    | „Just My Imagination”                                        | Norman Whitfield, Barrett Strong                                                                           | 4:05                  |
| 6.                    | „For Once in My Life”                                        | Ron Miller, Orlando Murden                                                                                 | 3:36                  |
| 7.                    | „(Sittin’ On) The Dock of the Bay”                           | Otis Redding, Steve Cropper                                                                                | 3:25                  |
| 8.                    | „Mercy Mercy Me”                                             | Marvin Gaye                                                                                                | 3:36                  |
| 9.                    | „I Wonder Why”                                               | Glen Ballard, Curtis Stigers                                                                               | 4:21                  |
| 10.                   | „Papa Was a Rollin’ Stone”                                   | Norman Whitfield, Barrett Strong                                                                           | 3:59                  |
| 11.                   | „Let’s Stay Together”                                        | Al Green, Al Jackson Jr., Willie Mitchell                                                                  | 3:37                  |
| 12.                   | „This Could Be Love”                                         | Craig David, Jerry Abbott, Grant Black, Colin Lester                                                       | 3:25                  |
| 13.                   | „Fill Me In” (wersja akustyczna)                             | Craig David, Mark Hill                                                                                     | 4:34                  |
| 14.                   | „I Wonder Why” (wersja akustyczna)                           | Glen Ballard, Curtis Stigers                                                                               | 4:46                  |
| 15.                   | „One More Lie (Standing in the Shadows)” (wersja akustyczna) | Craig David, Jerry Abbott, Grant Black, Shridhar Solanki, Brian Holland, Lamont Dozier, Edward Holland Jr. | 2:56                  |
|                       |                                                              | | 55:56                 |

## Personel
Dane zaadaptowane z AllMusic i Discogs oraz z okładki albumu:
| - Jerry Abbott – producent, kompozytor, inżynier, gitara, bas, instrumenty klawiszowe (wszystkie utwory), programowanie (utwory 1–5 i 7–12), klaskanie (utwory 2–5, 7, 8 i 10–12) - Grant Black – producent (utwory 1–5, 7–12), klaskanie (utwory 2–8 i 10–12) - Craig David – kompozytor (utwór 12), śpiew (wszystkie utwory) - Lamont Dozier, Brian Holland, Eddie Holland, Shridhar Solanki – kompozytorzy (utwór 1) - Lee Garrett, Lula Mae Hardaway, Stevie Wonder i Syreeta Wright – kompozytorzy (utwór 2) - Thom Bell i Linda Creed – kompozytorzy (utwór 3) - Barrett Strong i Norman Whitfield – kompozytorzy (utwory 4, 5 i 10) - Ron Miller i Orlando Murden – kompozytorzy (utwór 6) - Steve Cropper i Otis Redding – kompozytorzy (utwór 7) - Marvin Gaye – kompozytor (utwór 8) | - Glen Ballard i Curtis Stigers – kompozytorzy (utwór 9) - Al Green, Al Jackson Jr. i Willie Mitchell – kompozytorzy (utwór 11) - Erkan Cetin – klaskanie (utwory 2–8 i 10–12) - Benjamin Edwards – harmonijka (utwór 6) - LaDonna Harley-Peters i Sharlene Hector – chórki (utwory 2, 4, 6, 8, 9 i 12) - Wayne Hernandez – chórki (utwory 10 i 11) - Bob Ludwig – mastering (wszystkie utwory) - Ali Tennant – chórki (utwory 6 i 9) - Gay-Yee Westerhoff – gwizdek (utwór 7) - Jeremy Wheatley – miksowanie (wszystkie utwory) - Colin Lester – A&R, kompozytor (utwór 12) - Martyn Berg – A&R |

## Miejsca na listach przebojów
| Lista (2010)                                      | Najlepsza pozycja |
| ------------------------------------------------- | ----------------- |
| Australian Albums (ARIA Top 100 Albums Chart)     | 24                |
| Belgian Albums (Ultratop 50 Albums Flandria)      | 34                |
| Belgian Albums (Ultratop 50 Albums Walonia)       | 76                |
| Dutch Albums (Dutch Album Top 100)                | 93                |
| Greek Albums (Top 50 Ξένων Aλμπουμ)               | 21                |
| Irish Albums (Top 100 Individual Artist Albums)   | 114               |
| Italian Albums (Italy Albums Top 100)             | 56                |
| Korean Albums (가온 앨범 차트)                    | 30                |
| Spanish Albums (Top 100 Álbumes)                  | 14                |
| Swiss Albums (Schweizer Hitparade Albums Top 100) | 93                |
| UK Albums (Albums Chart Top 75)                   | 13                |
| UK R&B Albums (Hip Hop & R&B Albums Chart Top 40) | 2                 |